# 黃四維
黃四維（1971年11月29日—），男，越南金融家。

## 生平
1971年出生於越南共和國西貢市，畢業於加利福尼亞大學戴維斯分校，是移民美國的越南持不同政見者、越南更新革命黨总书记。他曾在投資銀行任職超過十年，也曾在世界銀行集團工作，目前於美國首都華盛頓哥倫比亞特區定居。

## 外部連結
- 黃四維的Facebook專頁